# 大和なでしこ
大和 なでしこ（やまと なでしこ、1949年（昭和24年）12月25日 - ）は、日本の女優。旧・芸名は伊原 静江、大和 撫子。千葉県出身。さち子プロに所属していた。

## 出演

### 映画
2002年
- 「夜を賭けて」（金守珍監督）

2006年
- 「I am 日本人」（月野木隆監督）

### 舞台
2002年
- 長山洋子公演

2003年
- 山川豊公演
- 長山洋子公演
- 瀬川瑛子公演
- 細川たかし公演
- 水前寺清子公演
- ご存じ野狐三次・名奉行とおとこ纏
- 旅姿恋の東海道

2004年
- 大月みやこ公演・十六夜心中
- 友情
- ご存じ野狐三次・名奉行とおとこ纏

2007年
- 細川たかし・長山洋子・特別公演「弥太郎・鶴姫 さみだれ道中」

2009年
- 細川たかし・長山洋子・特別公演「ゆうれい貸します うらめし屋繁昌記」

2011年
- 秘祭

### テレビドラマ
1969年
- 三匹の侍 第6シリーズ 第20話「あぶら花」 - おひな 役

1970年
- ありがとう（TBS / テレパック） 第13話

1973年
- 超人バロム1 第33話「魔人マユゲルゲは地獄の糸で焼き殺す!!」（YTV / 東映）- 付人 役
- 白い影（TBS）
- それぞれの秋（TBS） - ひろみ 役

1977年
- サッちゃんきれいになったよ（TBS） - 看護婦 役

1978年
- 大江戸捜査網 第354話「白昼に消えた死体の謎」（12ch / 三船プロ）

1979年
- 大空港 第30話「女囚304号脱獄指令!」（CX / 松竹）
- 破れ新九郎 第24話「六十二万石の鯉騒動」 - おとみ 役

1980年
- 噂の刑事トミーとマツ 第45話（大映テレビ / TBS） - ブティック店主 役
- 西遊記II 第21話「異説 鬼子母神由来記」(日本テレビ系列 / 国際放映)

1981年
- ザ・ハングマン 第33話「団地妻を喰らう　ゴキブリ達」
- ちょっといい姉妹（TBS）
- 吉宗評判記 暴れん坊将軍 第148話「日本一の小泥棒」 - お徳 役

1982年
- 吉宗評判記 暴れん坊将軍 第202話「ずっこけ勘八功名噺」 - お小夜
- ホームスイートホーム

1984年
- 事件記者チャボ! 第10話「チャボに恋したイジワル婆ちゃん」（ユニオン映画 / NTV） - 畑中和子 役
- 人妻捜査官 第4話「疑惑!?場外馬券売り場の女」（ABC / テレパック）

1985年
- すみれさんが行く - 見舞の母親 役
- 暴れん坊将軍II
  - 第104話「一大事! 花嫁候補勢揃い!」 - ふく
  - 第127話「女の聖域 駆込寺無情!」 - お紺

1986年
- 一休さん・喝! 第2話「子供達の反乱・勉強やり過ぎ大騒動」（TX / ジェイミック）

1988年
- 暴れん坊将軍III 第20話「からくり盗っ人街道」 - お金

1999年
- 金曜時代劇　スキッと一心太助
- 月曜ドラマスペシャル 水上署の源さん 東京運河 - 信州斑尾高原連続殺人事件（TBS） - 家政婦・圭子 役
- 新幹線物語
- 『HOTEL』（ホテル）
- 水戸黄門
- 暴れん坊将軍
- 欽ちゃんのちゃんと考えてみよう
- 新・細うで繁盛記
- 肝っ玉かあさん
- ありがとう
- おくさまは18歳
- 白い影
- 青春をつっ走れ!
- 外科医 城戸修平 第1話
- おゆう - はる 役
- 火曜サスペンス劇場・弁護士・高林鮎子 - 旅館の女将

2000年
- 虹色定期便
- はぐれ刑事純情派 - 田代恵子

2001年
- HOTELホテルスペシャル2001秋
- 女と愛とミステリー「死刑台のロープウェイ」

2002年
- 金曜エンタテイメント「区役所の名探偵(3)」
- 火曜サスペンス劇場「14年目の再会」

2003年
- 不倫調査員・片山由美（3月26日）
- 火曜サスペンス劇場
  - 下町・銭湯騒動記(2)
  - 下町・銭湯騒動記(3)
  - 下町・銭湯騒動記(4)
- 女と愛とミステリー「宇治・伏見殺人事件」
- 月曜ミステリー劇場・森村誠一サスペンス「路」（7月21日）

2004年
- 火曜サスペンス劇場
  - 下町銭湯騒動記(5)
  - デパ地下の女
- 金曜エンタテイメント「封印された”拉致”事件」
- はぐれ刑事純情派スペシャル「母の犯罪」

2005年
- 十津川警部シリーズ34・寝台特急あさかぜ殺人事件（3月28日）- 駒田信二の妻・駒田あき 役
- 理想の生活（10月10日 - 11月10日）
- 世直し順庵!人情剣（10月17日）- お吉

2006年
- 捜査検事・近松茂道（3月5日）

2007年
- 救急救命士・牧田さおり（2月3日）
- 神楽坂署生活安全課（10月17日）
- 気象予報士・大沢富士子の事件ファイル（11月16日）

2009年
- 月曜ゴールデン「警視庁南平班〜七人の刑事〜」（8月24日、TBS）- 北山が住んでいたアパートの大家

2011年
- 水戸黄門第43部 第7話「家族愛にまさる宝なし -藤枝-」（8月15日、TBS/C.A.L）- おまさ

2012年
- 金曜プレステージ 警察医・秋月桂の検死ファイル（2月10日、フジテレビ）

2013年
- 水曜ミステリー9「ガンリキ 警部補・鬼島弥一」（7月10日、テレビ東京）- 桜井恭子

2014年
- 月曜ゴールデン「釣り刑事5」

### CM
- ヤクルトおばさん
- 花王ワンダフル
- 日本生命保険協会
- ナショナルクレジット
- カトキチエビフライ
- ニッスイ
- 資生堂
- 富士薬品（現在放送中）

### 司会
- キックボクシングリングアナウンサー（女性初）
- ロッテ球団激励会
- 千葉市文化祭
- 世界ダンスフェスティバル